# Liste des montagnes du Nouveau-Brunswick
Liste des montagnes du Nouveau-Brunswick
Il y a deux principales chaînes de montagnes : les Appalaches et les Collines calédoniennes.

Carte des montagnes du Nouveau-Brunswick.

## Liste
- Haut – A
- B
- C
- D
- E
- F
- G
- H
- I
- J
- K
- L
- M
- N
- O
- P
- Q
- R
- S
- T
- U
- V
- W
- X
- Y
- Z

| Nom                       | Gouvernement local         | Localisation                 | Altitude (m) |
| ------------------------- | -------------------------- | ---------------------------- | ------------ |
| Pointu Black              | Paroisse de Lorne          |                              | 523          |
| Côte à Blanchette         | Edmundston                 |                              |              |
| Basse montagne Bleue      | Paroisse de Lorne          |                              | 640          |
| Haute montagne Bleue      | Paroisse de Lorne          |                              | 530          |
| Mont Carleton             | Paroisse de Northesk       | 47° 22′ 41″ N, 66° 52′ 34″ O | 817          |
| Mont Carrs                | Paroisse de Peel           | 46° 26′ 41″ N, 67° 34′ 34″ O | 230          |
| Pointu Chauve             | Paroisse de Lorne          |                              | 639          |
| Mont Chipoudy             |                            | 45° 47′ 50″ N, 64° 38′ 20″ O | 327          |
| Mont Clair                | Paroisse de Clair          | 47° 15′ 52″ N, 68° 38′ 51″ O | 441          |
| Mont Clark                | Paroisse de Lorne          |                              | 520          |
| Mont Colters              | Paroisse de Lorne          |                              | 603          |
| Mont County Line          | Paroisse de Lorne          |                              | 610          |
| Mont Craig                | Paroisse de Lorne          |                              | 432          |
| Mont Falls                | Paroisse de Lorne          |                              |              |
| Mont Farlagne             | Edmundston                 | 47° 24′ 05″ N, 68° 23′ 27″ O | 430          |
| Butte Flanagan            | Paroisse de Simonds        | 46° 22′ 35″ N, 67° 35′ 25″ O | 220          |
| Mont Goodfellow           | Paroisse de Lorne          |                              | 608          |
| Grande Montagne           | Baker-Brook                | 47° 18′ 59″ N, 68° 29′ 58″ O | 290          |
| Crête Harrison            | Paroisse de Lorne          |                              |              |
| Mont Haystack             | Paroisse de Lorne          |                              | 464          |
| Mont du Lac Cross         | Paroisse de Saint-François | 47° 16′ 42″ N, 69° 01′ 16″ O | 460          |
| Montagne Michaud          | Edmundston                 |                              |              |
| Mont Moose                | Paroisse de Denmark        |                              | 490          |
| Mont Oakland              | Paroisse de Peel           | 46° 25′ 13″ N, 67° 33′ 36″ O | 320          |
| Montagne de Petit-Édouard | Paroisse de Baker-Brook    |                              |              |
| The Pinacle               | Paroisse de Peel           | 46° 26′ 31″ N, 67° 34′ 09″ O | 308          |
| Mont Reardon              | Paroisse de Lorne          |                              |              |
| Colline Rossiter          | Paroisse d'Alma            | 45° 36′ 59″ N, 65° 02′ 56″ O | 385          |
| Mont Serpetine            | Paroisse de Lorne          |                              |              |
| Mont Spruce               | Paroisse de Lorne          |                              | 504          |
| Sugarloaf                 | Campbellton                | 47° 59′ 24″ N, 66° 41′ 06″ O | 350          |
| Mont Touladi              | Paroisse de Saint-François | 47° 16′ 40″ N, 68° 57′ 44″ O | 530          |